# Râul Ierța
Râul Ierța este un curs de apă, afluent al râului Iara. 